# Анатомия страсти (сезон 12)
Двенадцатый сезон американского драматического телесериала Шонды Раймс «Анатомия страсти» стартовал на канале ABC 24 сентября 2015 года. Сезон включает 24 эпизода.

## Производство
7 мая 2015 года сериал был продлён на двенадцатый сезон. Дебби Аллен присоединилась к сезону в качестве исполнительного продюсера, совмещая эту работу с ролью Кэтрин Эйвери и постом режиссёра. В ходе продвижения сезона шоураннер сериала Шонда Раймс отметила в интервью, что он будет более легким, нежели мрачный одиннадцатый, который был отмечен смертью Дерека Шепарда.
5 июня 2015 года было объявлено, что после нескольких сезонов в периодическом статусе, Джейсон Джордж был повышен до регулярного состава. 15 июня было объявлено, что Мартин Хендерсон, который играл ведущую роль в другом сериале ShondaLand «Без координат» присоединился к шоу в секретной роли, однако дебютирует лишь в середине сезона. В январе 2016 года Джакомо Джианниотти повышен до регулярного состава сериала.

## Актёры и персонажи
| - Эллен Помпео — Мередит Грей - Джастин Чэмберс — Алекс Карев - Чандра Уилсон — Миранда Бейли - Джеймс Пикенс-младший — Ричард Уэббер - Сара Рамирес — Келли Торрес - Кевин Маккидд — Оуэн Хант - Джессика Кэпшоу — Аризона Роббинс - Сара Дрю — Эйприл Кэпнер - Джесси Уильямс — Джексон Эйвери - Камилла Ладдингтон — Джо Уилсон - Джеррика Хинтон — Стефани Эдвардс - Катерина Скорсоне — Амелия Шепард - Келли Маккрири — Маргарет Пирс - Джейсон Джордж — Бен Уоррен - Мартин Хендерсон — Нэйтан Риггс - Джакомо Джианниотти — Эндрю Делука | - Дебби Аллен — Кэтрин Эйвери - Джо Адлер — Иисак Кросс - Джо Диникол — Митчелл - Саманта Слоян — Пенни - Скотт Элрод — Уилл Торн - Уилмер Вальдеррама — Кайл Диас - Джой Лорен Адамс — Трейси Макконнелл - Кейси Уилсон — Кортни Холл - Рита Морено — Гейл Маккол |

## Эпизоды
| № общий | № в сезоне | Название                                                                                   | Режиссёр            | Автор сценария    | Дата премьеры    | Зрители в США (млн) |
| --- | ---------- | ------------------------------------------------------------------------------------------ | ------------------- | ----------------- | ---------------- | ------------------- |
| 246 | 1          | «Sledgehammer» «Невыносимое давление»                                                      | Кевин МакКидд       | Стейси Макки      | 24 сентября 2015 | 9,55                |
| Жизнь в больнице Грей-Слоан Мемориал продолжается. Мередит предстоит приспособиться к своему новому положению и изменению жилищных условий, а Джексон ждет возвращения в Сиэтл Эйприл. Бейли продолжает бороться за должность ведущего хирурга. А в это время в больницу поступают две девушки, история которых заставит весь персонал задуматься о своем прошлом. |            |                                                                                            |                     |                   |                  |                     |
| 247 | 2          | «Walking Tall» «Держись уверенно»                                                          | Дебби Аллен         | Мэг Мэринис       | 1 октября 2015   | 8,58                |
| Первый день Бейли в качестве начальника. Брак Эйприл находится в опасности, и она в отчаянии. Амелия старается определиться со своими отношениями к Оуэну, а тем временем Мередит крутится как белка в колесе. |            |                                                                                            |                     |                   |                  |                     |
| 248 | 3          | «I Choose You» «Я выбираю тебя»                                                            | Роб Корн            | Уильям Харпер     | 8 октября 2015   | 8,12                |
| Мэгги приходится взглянуть на свои жизненные ценности с другой стороны после того, как она получает приглашение на свадьбу от своего бывшего бойфренда. Тем временем Ричард сомневается в лояльности Бейли, а Стефани узнает о важном секрете. |            |                                                                                            |                     |                   |                  |                     |
| 249 | 4          | «Old Time Rock and Roll» «Рок-н-ролл прежних времён»                                       | Николь Рубио        | Остин Гузман      | 15 октября 2015  | 8,25                |
| Оуэн дает интернам очень важный урок по общению с семьями пациентов. У Аризоны 80-летний пациент, которому удается ее убедить в том, что в скором времени она найдет новую любовь. |            |                                                                                            |                     |                   |                  |                     |
| 250 | 5          | «Guess Who’s Coming to Dinner?» «Угадай, кто придёт на ужин?»                              | Дебби Аллен         | Марк Дрисколл     | 22 октября 2015  | 8,96                |
| В самый разгар званого обеда Мэгги приходится бросить ее обязанности по кухне и отправиться в больницу. Тем временем страсти на любовном фронте не дают покоя сразу нескольким сотрудникам больницы. |            |                                                                                            |                     |                   |                  |                     |
| 251 | 6          | «The Me Nobody Knows» «Меня никто не знает»                                                | Жанно Шварц         | Уильям Харпер     | 5 ноября 2015    | 8,50                |
| В больницу переводят нового сотрудника. В это время Ричард жаждет развития отношений с Мэгги, сплетни преследуют пациента, который по ошибке отправил свою эротическую запись прихожанам своей церкви, а Эйприл занимается делом мальчика с Ближнего Востока. |            |                                                                                            |                     |                   |                  |                     |
| 252 | 7          | «Something Against You» «Что-то против тебя»                                               | Джиари МакЛеод      | Энди Ризер        | 12 ноября 2015   | 8,02                |
| Команда врачей берётся за дело с высокими ставками, и атмосфера между ними накаляется. Тем временем, Бэйли заставляет Бена выселить их соседа, а Аризона с энтузиазмом возобновляет поиски своей любви с помощью нового ассистента . |            |                                                                                            |                     |                   |                  |                     |
| 253 | 8          | «Things We Lost in the Fire» «То, что мы потеряли в огне»                                  | Роб Корн            | Тиа Наполитано    | 19 ноября 2015   | 8,50                |
| В то время как по больнице распространяются слухи, грозя выйти из-под контроля, койки госпиталя заполняются пострадавшими при тушении огня пожарными. Мэгги старается сохранять с Эндрю профессиональные отношения на работе, а Джо сомневается в приоритетах Алекса.                                                                                              |            |                                                                                            |                     |                   |                  |                     |
| 254 | 9          | «The Sound of Silence» «Звучание тишины»                                                   | Дензел Вашингтон    | Стейси Макки      | 11 февраля 2016  | 8,28                |
| На Мередит нападает пациент, и её, тяжело раненную, находит Пенни. Врачи Грей Слоан пытаются стабилизировать состояние Мередит и оставаться рядом с ней после жуткого инцидента. |            |                                                                                            |                     |                   |                  |                     |
| 255 | 10         | «All I Want Is You» «Всё, чего я хочу - это ты»                                            | Кевин Салливан      | Элизабет Финч     | 18 февраля 2016  | 7,82                |
| Пока больница разбирается с ранением Мередит, Келли и Мэгги проводят сложную экспериментальную операцию на 15-летнем пациенте Алекса — вопреки его профессиональному мнению. Тем временем, Оуэн и Нэйтан находятся в ссоре, а отношения Мэгги и Эндрю продолжают развиваться.                                                                                      |            |                                                                                            |                     |                   |                  |                     |
| 256 | 11         | «Unbreak My Heart» «Не разбивай моё сердце»                                                | Роб Корн            | Элизабет Клавитер | 25 февраля 2016  | 7,23                |
| Развитие отношений Эйприл и Джексона показано сквозь череду воспоминаний вплоть до дня их первой встречи. Вместе с тем, мы увидим жизнь одного из пациентов Джексона на протяжении многих лет. |            |                                                                                            |                     |                   |                  |                     |
| 257 | 12         | «My Next Life» «Моя будущая жизнь»                                                         | Чандра Уилсон       | Уильям Харпер     | 3 марта 2016     | 7,67                |
| В больницу с новой аневризмой попадает первый пациент Мередит, которого она лечила, будучи ещё интерном, и Амелия берёт на себя это дело. Между тем, Мэгги подозревает, что Ричард знает о её отношениях с Эндрю, а Аризона снова размышляет об отношениях. |            |                                                                                            |                     |                   |                  |                     |
| 258 | 13         | «All Eyez on Me» «Все ждут от меня действий»                                               | Шарлотта Брандсторм | Остин Гузман      | 10 марта 2016    | 7,53                |
| Мередит, Бэйли, Джексон, Келли и Джо отправляются в военный госпиталь, чтобы провести необычную и очень рискованную операцию на ветеране, страдающем от разросшейся опухоли. Тем временем в Грей Слоан Эндрю устал быть тайной Мэгги. |            |                                                                                            |                     |                   |                  |                     |
| 259 | 14         | «Odd Man Out» «Третий лишний»                                                              | Кевин МакКидд       | Мэг Маринис       | 17 марта 2016    | 7,83                |
| Ричард решает сделать перестановки в уже сложившихся командах врачей и ординаторов. Аризона серьезно рискует, помогая своей пациентке. Эйприл в серьезном замешательстве, ей нужно как можно скорее принять крайне важное решение. |            |                                                                                            |                     |                   |                  |                     |
| 260 | 15         | «I Am Not Waiting Anymore» «Я больше не жду»                                               | Николь Рубио        | Марк Дрисколл     | 24 марта 2016    | 7,91                |
| Алекс и целая команда хирургов приступают к сложнейшей трансплантации. Джексон узнает о беременности Эйприл, а Мередит начинает раздумывать о новых отношениях. Эндрю протестует против особого отношения к себе. |            |                                                                                            |                     |                   |                  |                     |
| 261 | 16         | «When It Hurts So Bad» «Когда это ранит так сильно»                                        | Эрик Ланёвилль      | Энди Ризер        | 31 марта 2016    | 7,77                |
| Мередит решает сделать важный шаг в отношениях с Уиллом, но в скором времени ей придется пожалеть об этом. У Мэгги и Эндрю кризис взаимопонимания, а Амелия смотрит на свои отношения с Оуэном под новым углом. Кэтрин возвращается в Сиэтл, чтобы попытаться уладить разногласия между Эйприл и Джексоном.                                                        |            |                                                                                            |                     |                   |                  |                     |
| 262 | 17         | «I Wear the Face» «Я стираю выражение лица»                                                | Чандра Уилсон       | Карин Гист        | 7 апреля 2016    | 7,35                |
| Мередит, Нейтон и Оуэн отправляются в другую больницу, чтобы сделать забор сердца. В «Грей Слоан» поступает музыкант с жалобами на тремор руки. Кэтрин продолжает влиять на личную жизнь Эйприл и Джексона, хотя Ричард против подобного. |            |                                                                                            |                     |                   |                  |                     |
| 263 | 18         | «There's a Fine, Fine Line» «Там тонкая, тонкая грань»                                     | Жанно Шварц         | Джен Клейн        | 14 апреля 2016   | 7,97                |
| Из-за исчезновения ребенка больница оказывается в полной изоляции. Бену приходится принимать срочное решение, и он начинает помогать беременной без необходимого оборудования. Миранде придется столкнуться с последствиями действий Бена, и ей нужно будет установить, были ли они оправданы.                                                                     |            |                                                                                            |                     |                   |                  |                     |
| 264 | 19         | «"It's Alright, Ma (I'm Only Bleeding)» «Всё в порядке, мам (Вот только я истекаю кровью)» | Крис Хейден         | Остин Гузман      | 14 апреля 2016   | 7,97                |
| Миранда продолжает разбираться с последствиями импульсивных действий Бена и формирует дисциплинарную комиссию. Эйприл и Джексон пытаются оставить свои разногласия в стороне ради будущего ребенка. Аризона принимает решение, которое может навсегда изменить их отношения с Келли.                                                                               |            |                                                                                            |                     |                   |                  |                     |
| 265 | 20         | «Trigger Happy» «Сорвиголова»                                                              | Зетна Фуэнтес       | Зоэнн Клэк        | 21 апреля 2016   | 7,65                |
| Доктора лихорадочно пытаются спасти жизнь мальчика, который случайно получил огнестрельное ранение. Между тем, Аризона расстроена из-за того, что Келли хочет принять важное решение о будущем Софии, не проконсультировавшись с ней. |            |                                                                                            |                     |                   |                  |                     |
| 266 | 21         | «You're Gonna Need Someone on Your Side» «Тебе необходим кто-нибудь на твоей стороне»      | Дебби Аллен         | Лорен Барнетт     | 28 апреля 2016   | 7,91                |
| Стефани страдает из-за установленных рамок, а Келли и Аризона просят у друзей поддержки в непростой ситуации. |            |                                                                                            |                     |                   |                  |                     |
| 267 | 22         | «Mama Tried» «Мама пыталась»                                                               | Кевин МакКидд       | Тиа Наполитано    | 5 мая 2016       | 7,66                |
| Келли и Аризона не могут прийти к соглашению о будущем Софии, а Стефани сомневается в своих отношениях с Кайлом. Между тем, Алекс и Эйприл занимаются беременной девушкой, которая вновь попадает в больницу. |            |                                                                                            |                     |                   |                  |                     |
| 268 | 23         | «At Last» «Наконец-то»                                                                     | Роб Корн            | Стейси Макки      | 12 мая 2016      | 7,77                |
| Оуэн и Амелия делают новый шаг в своих отношениях, Алекс достигает некоторой ясности касательно своего будущего с Джо, а Келли и Аризона продолжают мучаться с соглашением по опеке. |            |                                                                                            |                     |                   |                  |                     |
| 269 | 24         | «Family Affair» «Семейное дело»                                                            | Дебби Аллен         | Уильям Харпер     | 19 мая 2016      | 8,19                |
| Мередит и Мэгги поддерживают Амелию в важный для неё день. Джо признаётся, что держала секреты от Алекса, а Аризона и Келли чувствуют на себе влияние соглашения об опеке. Тем временем, Бен решает помочь другу. |            |                                                                                            |                     |                   |                  |                     |